# Labrit
Pour les articles homonymes, voir labrit (chien).
Labrit (prononcer [labʁit] ; Labrit, en occitan) est une commune du Sud-Ouest de la France, située dans le département des Landes (région Nouvelle-Aquitaine).

## Géographie

### Localisation
C'est dans cette commune de la Haute Lande que le dernier loup des Landes a été tué en juin 1968.
| - OpenStreetMap Limite communale. - Carte du parc naturel régional des Landes de Gascogne. |

### Communes limitrophes
Les communes limitrophes sont  Brocas, Bélis, Cachen, Le Sen, Luxey, Sabres et Vert.
|        | Luxey  | Le Sen |
| Sabres | Labrit | Cachen |
| Vert   | Brocas | Bélis  |

### Hydrographie
L'Estrigon, affluent droit de la Midouze, traverse la commune, ainsi que son tributaire, le Bernin, qui conflue sur la commune.

### Climat
Pour des articles plus généraux, voir Climat de la Nouvelle-Aquitaine et Climat des Landes.
Historiquement, la commune est exposée à un climat océanique aquitain.  
En 2020, Météo-France publie une typologie des climats de la France métropolitaine dans laquelle la commune est exposée à un climat océanique et est dans la région climatique  Aquitaine, Gascogne, caractérisée par une pluviométrie abondante au printemps, modérée en automne, un faible ensoleillement au printemps, un été chaud (19,5 °C), des vents faibles, des brouillards fréquents en automne et en hiver et des orages fréquents en été (15 à 20 jours).
Pour la période 1971-2000, la température annuelle moyenne est de 13 °C, avec une amplitude thermique annuelle de 14,2 °C. Le cumul annuel moyen de précipitations est de 1 038 mm, avec 12,2 jours de précipitations en janvier et 7,6 jours en juillet. Pour la période 1991-2020, la température moyenne annuelle observée sur la station météorologique la plus proche, située sur la commune de Luxey à 18 km à vol d'oiseau, est de 13,6 °C et le cumul annuel moyen de précipitations est de 996,9 mm,. Pour l'avenir, les paramètres climatiques de la commune estimés pour 2050 selon différents scénarios d’émission de gaz à effet de serre sont consultables sur un site dédié publié par Météo-France en novembre 2022.

## Urbanisme

### Typologie
Au 1er janvier 2024, Labrit est catégorisée commune rurale à habitat dispersé, selon la nouvelle grille communale de densité à sept niveaux définie par l'Insee en 2022.
Elle est située hors unité urbaine. Par ailleurs la commune fait partie de l'aire d'attraction de Mont-de-Marsan, dont elle est une commune de la couronne,. Cette aire, qui regroupe 101 communes, est catégorisée dans les aires de 50 000 à moins de 200 000 habitants,.

### Occupation des sols

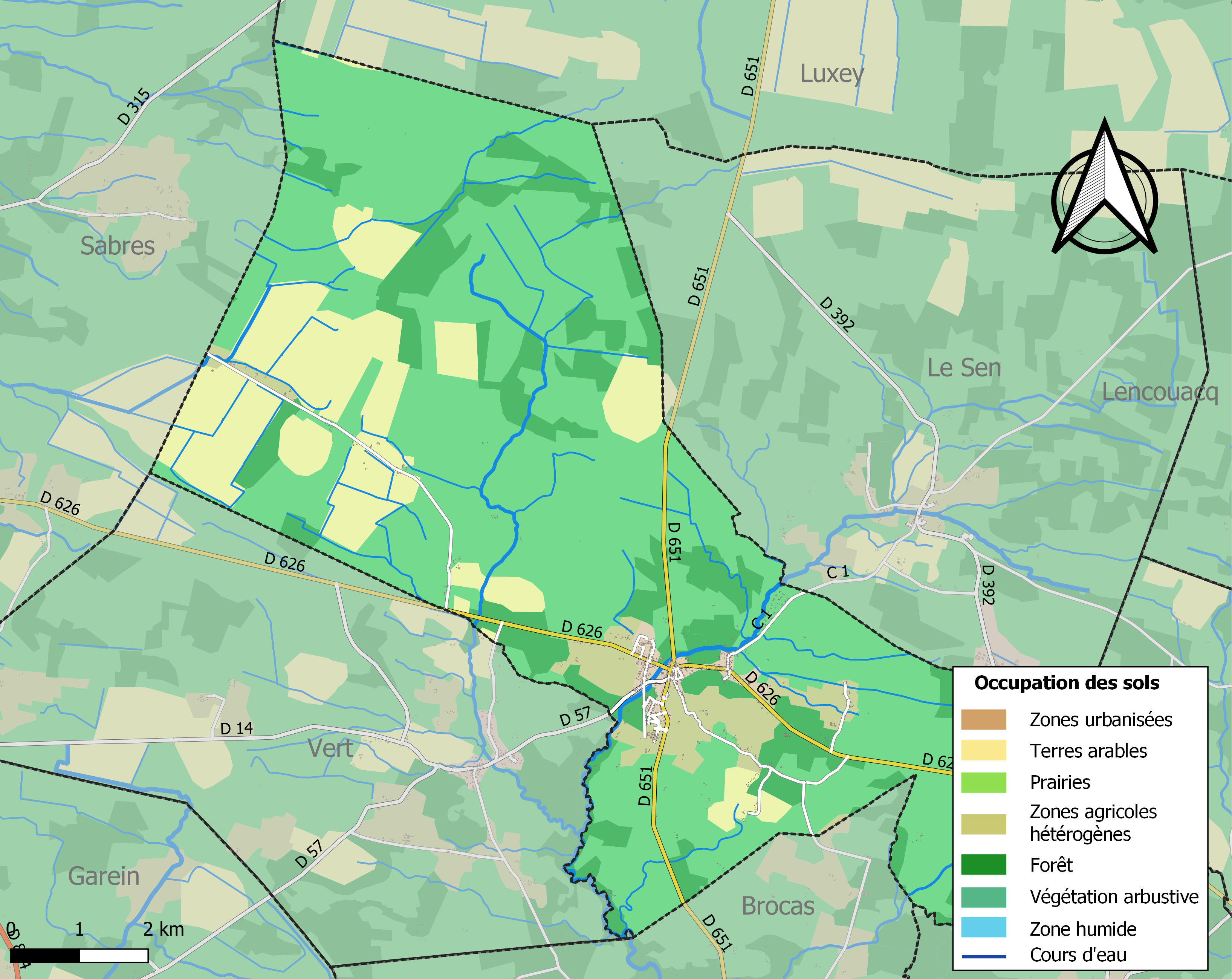
Carte des infrastructures et de l'occupation des sols de la commune en 2018 (CLC).

L'occupation des sols de la commune, telle qu'elle ressort de la base de données européenne d’occupation biophysique des sols Corine Land Cover (CLC), est marquée par l'importance des forêts et milieux semi-naturels (78,6 % en 2018), en diminution par rapport à 1990 (81 %). La répartition détaillée en 2018 est la suivante : milieux à végétation arbustive et/ou herbacée (62,5 %), forêts (16,1 %), terres arables (15 %), zones agricoles hétérogènes (5,2 %), zones urbanisées (1,2 %). L'évolution de l’occupation des sols de la commune et de ses infrastructures peut être observée sur les différentes représentations cartographiques du territoire : la carte de Cassini (XVIIIe siècle), la carte d'état-major (1820-1866) et les cartes ou photos aériennes de l'IGN pour la période actuelle (1950 à aujourd'hui).

### Risques majeurs
Le territoire de la commune de Labrit est vulnérable à différents aléas naturels : météorologiques (tempête, orage, neige, grand froid, canicule ou sécheresse), feux de forêts, mouvements de terrains et séisme (sismicité très faible). Un site publié par le BRGM permet d'évaluer simplement et rapidement les risques d'un bien localisé soit par son adresse soit par le numéro de sa parcelle.
Labrit est exposée au risque de feu de forêt. Depuis le 20 avril 2016, les départements de la Gironde, des Landes et de Lot-et-Garonne disposent d’un règlement interdépartemental de protection de la forêt contre les incendies. Ce règlement vise à mieux prévenir les incendies de forêt, à faciliter les interventions des services et à limiter les conséquences, que ce soit par le débroussaillement, la limitation de l’apport du feu ou la réglementation des activités en forêt. Il définit en particulier cinq niveaux de vigilance croissants auxquels sont associés différentes mesures,.
Les mouvements de terrains susceptibles de se produire sur la commune sont des tassements différentiels.

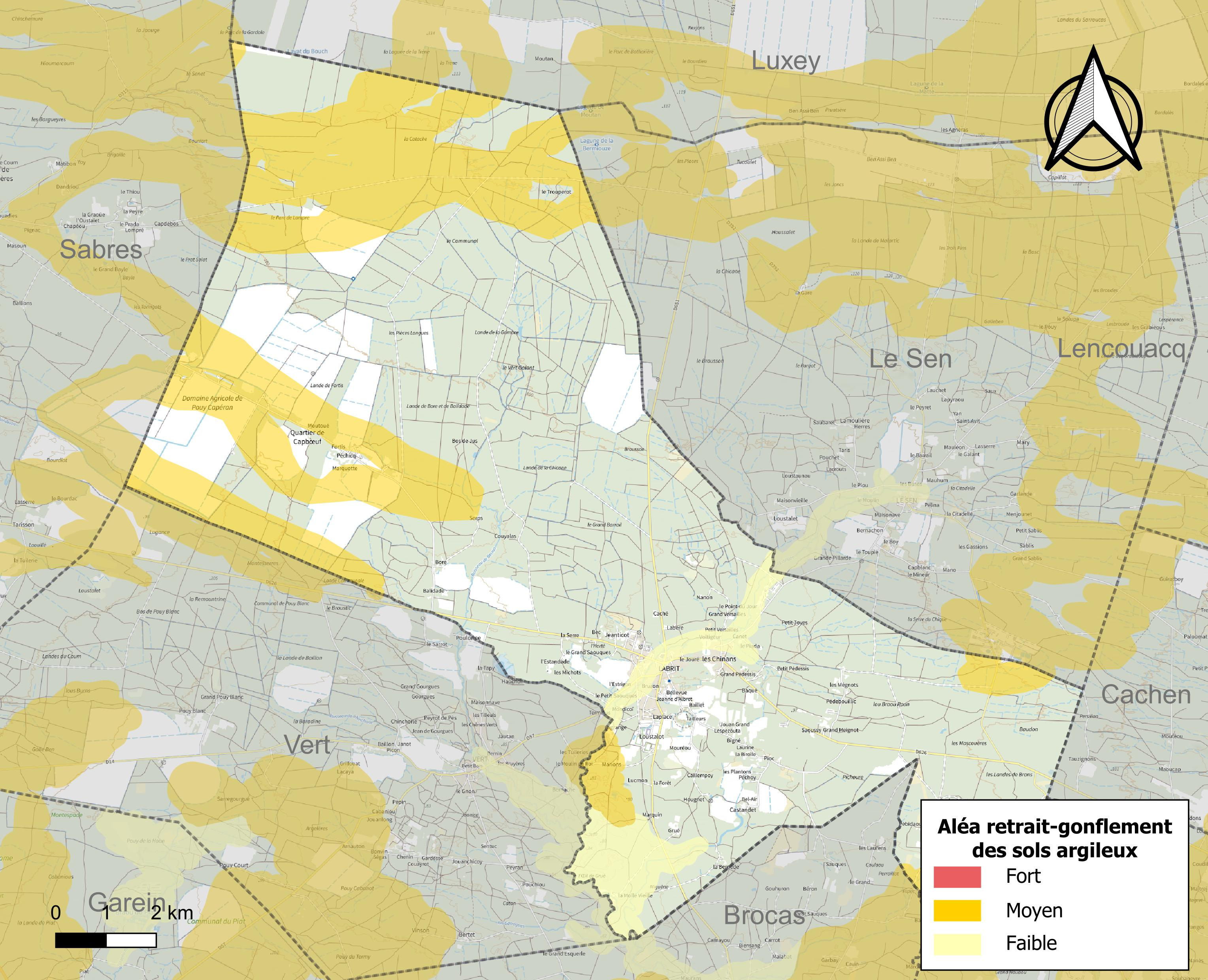
Carte des zones d'aléa retrait-gonflement des sols argileux de Labrit.

Le retrait-gonflement des sols argileux est susceptible d'engendrer des dommages importants aux bâtiments en cas d’alternance de périodes de sécheresse et de pluie. 24,1 % de la superficie communale est en aléa moyen ou fort (19,2 % au niveau départemental et 48,5 % au niveau national). Sur les 447 bâtiments dénombrés sur la commune en 2019, 14 sont en aléa moyen ou fort, soit 3 %, à comparer aux 17 % au niveau départemental et 54 % au niveau national. Une cartographie de l'exposition du territoire national au retrait gonflement des sols argileux est disponible sur le site du BRGM,.
La commune a été reconnue en état de catastrophe naturelle au titre des dommages causés par les inondations et coulées de boue survenues en 1983, 1999, 2009 et 2020 et par des mouvements de terrain en 1983 et 1999

## Toponymie
Labrit est l'une des formes primitives, citée en 1316 pour la réforme de Mixe et dans la chanson basque du couronnement de Jean d'Albret à Pampelune en 1494 : Labrit eta errege / Aita seme dirade..., « Labrit et le roi sont père et fils ». Cette dernière attestation plaide en faveur d'une origine patronymique, par exemple le nom germanique Liudbret, des familles choisissaient des noms de baptême inspirés des Francs. Il est très probable que la seule difficulté de prononcer le nom a fait très tôt de Liudbert, « Labrit » comme celle a fait de « Chlodoweg », Clovis.
Lebret, Le Bret, A Le Bret, Albret (métathèses) sont d'autant de formes orales non étymologiques qui doivent seulement signaler que le vieux nom de baptême Liudbert était déjà tombé en désuétude depuis longtemps et n'était plus compris de la population qui l'a altéré sous l'influence du gascon bret, « bègue » ou Bret, « breton ». Il peut s'agir d'un nom de personne d'origine germanique dérivé d'Adalberht, devenu Albrecht en allemand (alémanique ou alsacien) et puis Albert, Aubert et Adalbert en français ainsi que la forme occitane Albertet.

## Héraldique
| Blason | Blasonnement : Écartelé : aux 1er et 4e d’azur à trois fleurs de lis d’or, au 2e et 3e de gueules plain. |

## Politique et administration
| Période                                  | Période  | Identité           | Étiquette    | Qualité |
| ---------------------------------------- | -------- | ------------------ | ------------ | --- |
| Les données manquantes sont à compléter. |          |                    |              | |
| 1953                                     | 1992     | Pierre Laulom      | UDR puis RPR | Médecin, conseiller général du canton de Labrit (1967-1992) |
| 1992                                     | En cours | Dominique Coutière | PS           | Chef d'entreprise Conseiller général du canton de Labrit (1998-2015) conseiller départemental, vice-président du conseil départemental, président de la communauté de communes |

## Démographie
L'évolution du nombre d'habitants est connue à travers les recensements de la population effectués dans la commune depuis 1793. Pour les communes de moins de 10 000 habitants, une enquête de recensement portant sur toute la population est réalisée tous les cinq ans, les populations de référence des années intermédiaires étant quant à elles estimées par interpolation ou extrapolation. Pour la commune, le premier recensement exhaustif entrant dans le cadre du nouveau dispositif a été réalisé en 2007.

En 2022, la commune comptait 849 habitants, en évolution de −2,08 % par rapport à 2016 (Landes : +5,78 %, France hors Mayotte : +2,11 %).
| 1793 | 1800 | 1806 | 1821 | 1831 | 1836  | 1841 | 1846 | 1851  |
| ---- | ---- | ---- | ---- | ---- | ----- | ---- | ---- | ----- |
| 686  | 584  | 589  | 707  | 938  | 1 018 | 961  | 985  | 1 005 |

| 1856  | 1861  | 1866  | 1872  | 1876  | 1881  | 1886  | 1891  | 1896  |
| ----- | ----- | ----- | ----- | ----- | ----- | ----- | ----- | ----- |
| 1 028 | 1 036 | 1 143 | 1 079 | 1 206 | 1 106 | 1 136 | 1 112 | 1 159 |

| 1901  | 1906  | 1911  | 1921  | 1926  | 1931  | 1936 | 1946 | 1954 |
| ----- | ----- | ----- | ----- | ----- | ----- | ---- | ---- | ---- |
| 1 167 | 1 268 | 1 243 | 1 103 | 1 066 | 1 031 | 916  | 902  | 898  |

| 1962 | 1968 | 1975 | 1982 | 1990 | 1999 | 2006 | 2007 | 2012 |
| ---- | ---- | ---- | ---- | ---- | ---- | ---- | ---- | ---- |
| 815  | 757  | 682  | 699  | 666  | 715  | 825  | 841  | 861  |

| 2017 | 2022 | - | - | - | - | - | - | - |
| ---- | ---- | - | - | - | - | - | - | - |
| 864  | 849  | - | - | - | - | - | - | - |

## Équipements, services et vie locale

### Enseignement
- Collège (ouvert en septembre 2015)[27].
- École maternelle.

### Vie locale et associations
- Chaque dernier week-end de septembre a lieu la foire au Cagnagué (mot gascon qui veut dire vide-greniers) sur la place principale de la commune (place de l'Église), ainsi qu'une exposition artisanale.
- Début-décembre est organisé un marché de Noël.
- Cercle des Démocrates.

## Lieux et monuments
- Château de Labrit, vestiges d'un château de terre et de bois construit entre 1225 et 1230, constituant le berceau des seigneurs d'Albret, noble famille gasconne qui, à partir de là, étendra son influence au cours des siècles, jusqu'à l'accession d'Henri IV au trône de France. Ce rare vestige du Moyen Âge est classé monument historique depuis 1990[28].
- Monument aux morts. L'un des détails les plus marquants du monument aux morts commandé par la ville de Labrit entre 1918 et 1920 est la « Landaise au capulet », dont le visage est celui de l'épouse du sculpteur, Robert Wlérick. Il est inscrit monument historique depuis 2014[29].
- Église paroissiale Saint-Médard, de style néo-gothique[30].

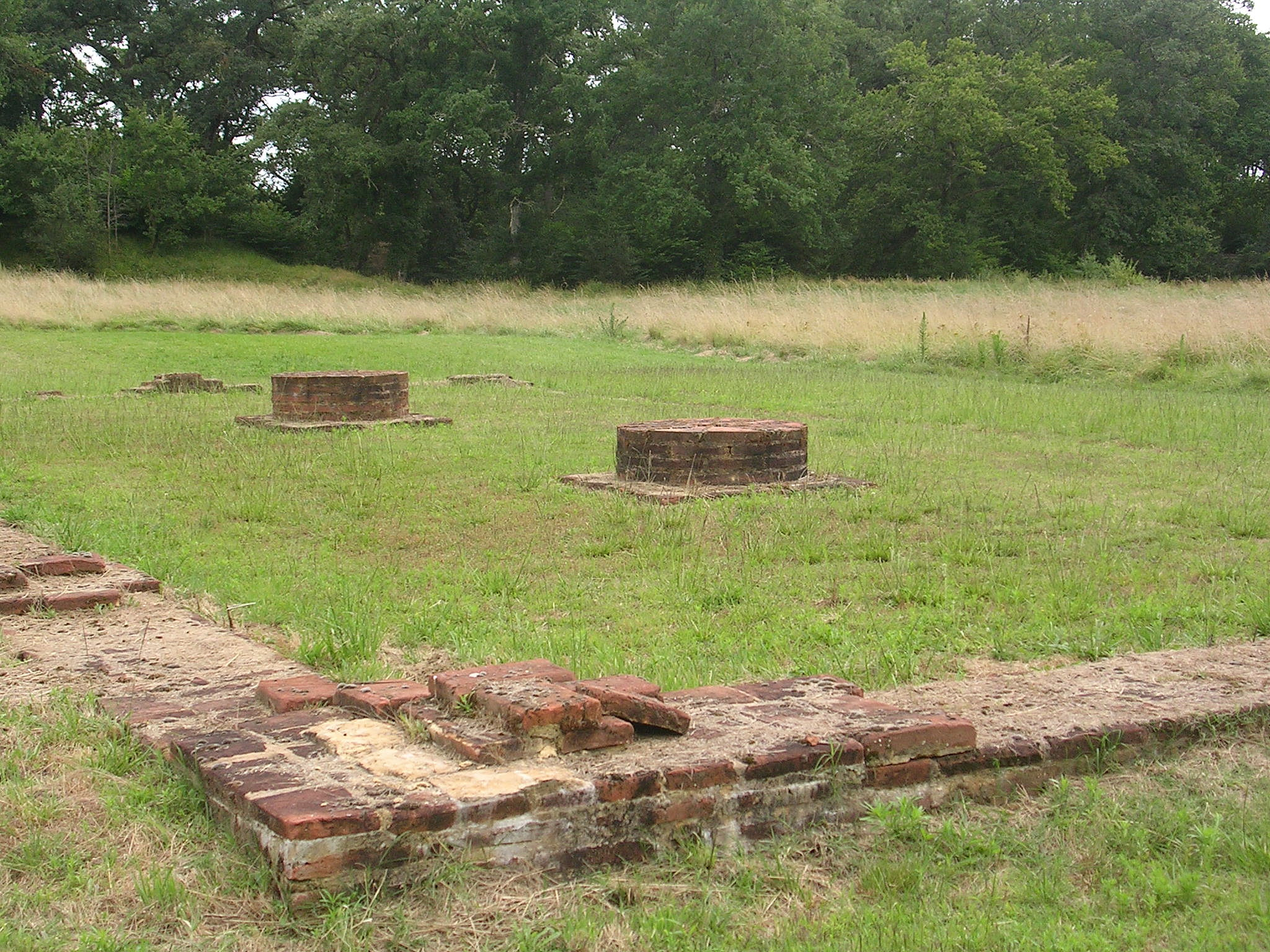
Vestiges du château de Labrit.
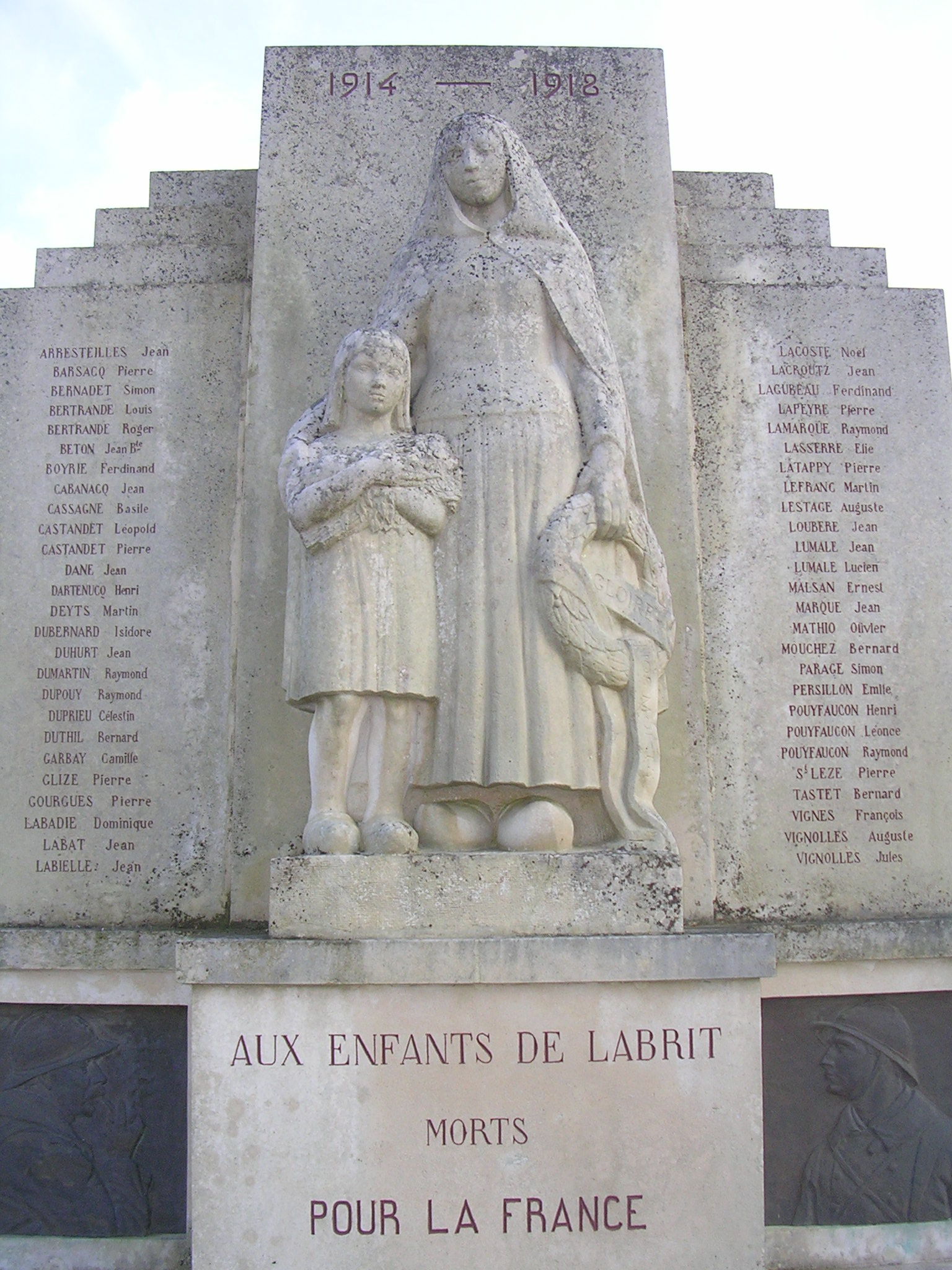
La Landaise au capulet.
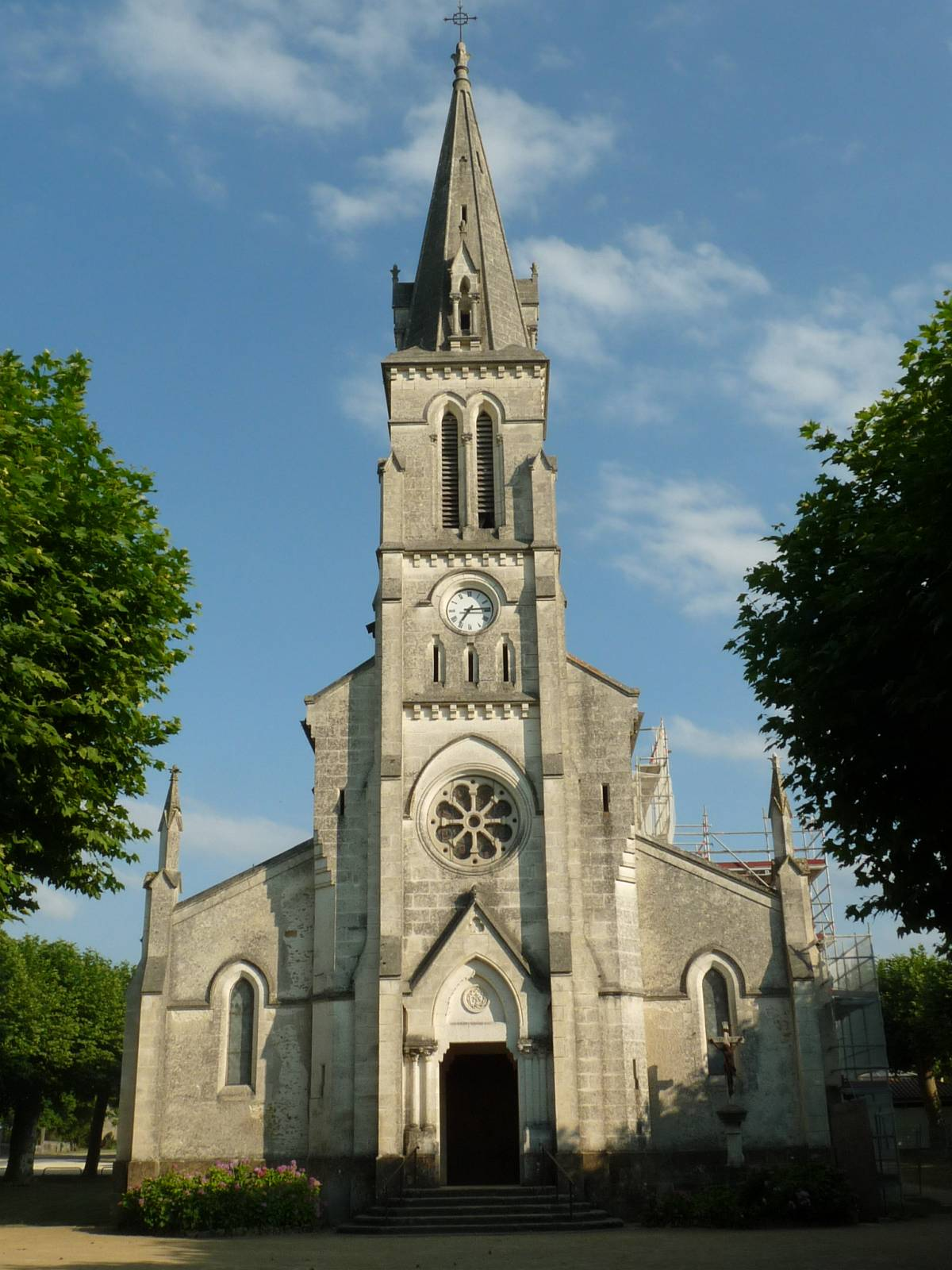
L'église paroissiale.
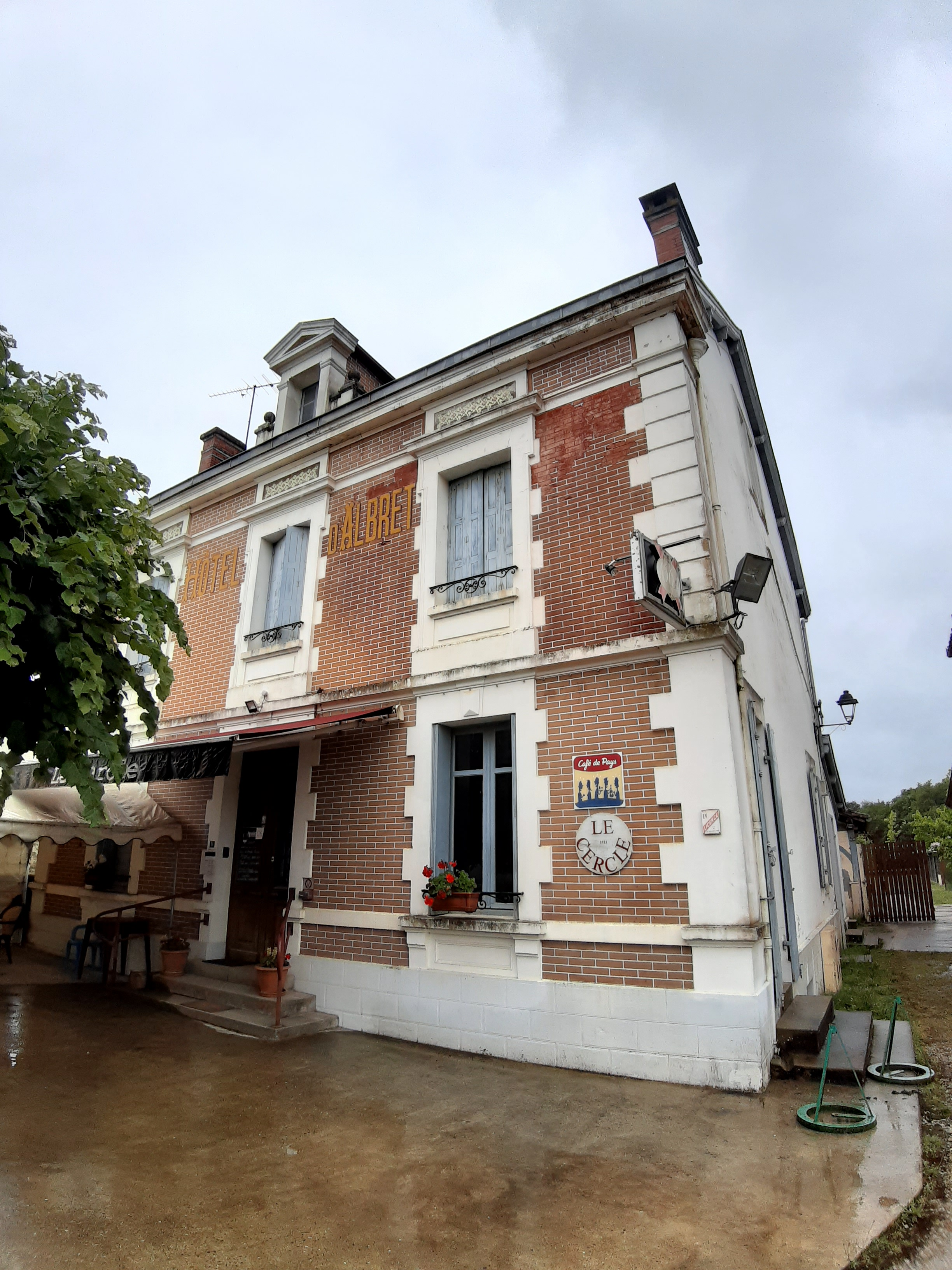
Le Cercle, café associatif membre du Cercle de Gascogne.

## Personnalités liées à la commune
- Maison d'Albret
- Jeanne d'Albret, duchesse d'Albret et mère du roi Henri IV, dont le fief de la maison d'Albret est situé sur la commune, au château de Labrit.